# Billy Chemirmir
Billy Chemirmir (Kabonyony, 8 de dezembro de 1976 – Condado de Anderson, 19 de setembro de 2023) foi um assassino em série queniano que foi preso em Dallas, nos Estados Unidos, onde vivia ilegalmente, indiciado pela morte de quatro mulheres idosas. Foi condenado à prisão perpétua em abril de 2022 pela morte de Lu Thi Harris.
Ele ainda aguarda julgamento (outubro de 2022) por algumas das outras mortes que lhe são atribuídas e a polícia suspeita que o número de vítimas possa chegar a 22.

## Vítimas
Billy preferia matar mulheres idosas porque acreditava que elas guardavam uma boa quantidade de joias e outros objetos de valor em casa, acumuladas durante sua vida de trabalho. Ele se aproximava e tinha acesso às vítimas porque trabalhava como cuidador a domicílio ou como um profissional de manutenção. Sua vítima mais nova tinha 76 anos e a mais velha, 94.
"Em Dallas e seus subúrbios ao longo de um período de dois anos, família após família teve dúvidas semelhantes, preocupadas com a perda de joias e intrigadas com a repentina morte de seus entes queridos mais velhos, mas saudáveis e ativos", escreveu a Associated Press em novembro de 2021.
As vítimas de 2016 moravam no residencial de idosos Tradition-Prestonwood Independent Living.
2016
- Joyce Abramowitz, 82, morta em abril de 2016, em Dallas[7]

- Phyllis Payne, 91, morta em 14 de maio, em Dallas
- Phoebe Perry, 94, morta em 05 de junho, em Dallas
- Juanita Purdy, 82, morta em julho, em Dallas
- Leah Corken, 83; morta em agosto, em Dallas
- Margaret White, 86, morta em agosto, em Dallas
- Norma French, 85, morta em 08 de outubro, em Dallas
- Glenna Day, 87morta em 15 de outubro, em Dallas
- Doris Gleason, 92, morta em 29 de outubro , em Dallas

2017
- Minnie Campbell, 84, morta em 31 de outubro de 2017, em Plano
- Carolyn MacPhee, 81, morta em 31 de dezembro de 2017, em Plano
- Doris Wasserman, 90

2018
- Rosemary Curtis, 75, morta em 19 de janeiro de 2018, em Dallas
- Mary Brooks, morta em 31 de janeiro 2018, em Richardson
- Martha Williams, 80, morta em 04 de março de 2018, em Plano
- Miriam Nelson, 81, morta em 09 de março de  2018, em Plano
- Ann Conklin, 82, morta em 18 de março de 2018, em Plano
- Lu Thi Harris, 81, morta em 20 de março de 2018, em Dallas

## Modus operandi
Sufocava as vítimas com uma almofada (ou travesseiro).

## Área de atuação
Entre as cidades (ou condados) de Dallas e Collin, no Texas.

## Investigação e prisão
Billy foi preso em março de 2018, implicado na morte de Lu Thi Harris, de 82 anos. A polícia o viu jogando uma caixa de joias no lixo e ao investigar o material, descobriu que pertencia a Lu. Seguindo até a casa da mulher, os policiais a encontraram morta, com sinais de sufocamento.
A polícia já procurava por Billy há meses, após uma vítima fazer uma denúncia. Mary Annis Bartel, de 91 anos, que havia sobrevivido por ter se fingido de morta após a tentativa de sufocamento, procurou a polícia para relatar o incidente, o que levou à caçada ao suspeito.

## Julgamento, pena e morte
Foi julgado e condenado, em abril de 2022, pela morte de Lu Thi Harris, recebendo a pena de prisão perpétua, sem direito à condicional.
Em outubro de 2022, foi senteciado para prisão perpétua pela morte de Mary Brooks, de 87 anos. 
Ele foi dado como morto na manhã de 19 de setembro de 2023 na Unidade Coffield na Colônia do Tennessee, Condado de Anderson, Texas.